# 545167 Bonfini
545167 Bonfini este o planetă minoră (asteroid) din centura de asteroizi. A fost descoperită pe 30 ianuarie 2011 la Piszkéstetői Obszervatórium⁠(d) de  și a fost numită după Antonio Bonfini⁠(d). 
Obiectul prezintă o orbită caracterizată de o semiaxă mare de 2,5667739667284 UAi, o excentricitate de 0,023847549999322, o înclinație de 9,6873623051611 ° în raport cu ecliptica.